# Christiane Rajewsky
Christiane Rajewsky (* 16. Juni 1934 in Lüdenscheid als Christiane Franke; † 21. Mai 1993) war eine deutsche Politikwissenschaftlerin, Friedensforscherin und Friedenspädagogin.

## Leben
Christiane Rajewsky studierte Orientalistik, Geschichte, Politik und Vergleichende Religionswissenschaften an den Universitäten München, Istanbul und Bonn. Nach dem Abschluss als Magistra Artium 1963 war sie bis 1973 wissenschaftliche Referentin am Forschungsinstitut der Deutschen Gesellschaft für Auswärtige Politik, anschließend Dozentin für Politikwissenschaft mit dem Schwerpunkt Sozial- und Kommunalpolitik sowie politische Bildung im Fachbereich Sozialpädagogik der Fachhochschule Düsseldorf, wo sie 1975 zur Professorin auf Lebenszeit ernannt wurde.
Ihre Schwerpunkte in Lehre und Publikationen waren Friedensforschung sowie Neonazismus und Rechtsextremismus. 1987 begründete sie die „Arbeitsstelle Neonazismus“, die sie bis zu ihrem Tod 1993 leitete. Es war der erste Forschungsschwerpunkt an der Fachhochschule Düsseldorf, der durch das Wissenschaftsministerium Nordrhein-Westfalen anerkannt wurde. Seit 1994 heißt er „Forschungsschwerpunkt Rechtsextremismus/Neonazismus“ (FORENA).
Sie gehörte der Jury des Gustav-Heinemann-Friedenspreises an.
Christiane Rajewsky war mit Klaus Rajewsky verheiratet und hat zwei Kinder. Ihr Sohn ist der deutsche Bioinformatiker Nikolaus Rajewsky.

## Christiane-Rajewsky-Preis
Der Christiane-Rajewsky-Preis ist ein Nachwuchsförderpreis, der 1993 von der Arbeitsgemeinschaft für Friedens- und Konfliktforschung (Augsburg) gestiftet und 1996 dem Andenken an Christiane Rajewsky gewidmet wurde. Er wird jährlich an junge Wissenschaftlerinnen und Wissenschaftlern oder Initiativen verliehen, „die einen herausragenden Beitrag zur Friedens- und Konfliktforschung geleistet haben“ und ist seit 2008 mit tausend Euro dotiert.

## Schriften
- Rüstung und Militär in der Bundesrepublik Deutschland (mit Lothar Brock, Egbert Jahn, Reiner Steinweg), Jahrbuch für Friedens- und Konfliktforschung, Band 5, Schriftenreihe der Arbeitsgemeinschaft für Friedens- und Konfliktforschung, VS Verlag 1977, ISBN 978-3-531-11374-6
- EG unterwegs zur Europäischen Union. Neue Friedensordnung oder konventionelle Supermacht?, Jahrbuch für Friedens- und Konfliktforschung. Band 7 (Hrsg. mit Lothar Brock; Arbeitsgemeinschaft für Friedens- und Konfliktforschung), Waldkircher Verlagsgesellschaft, 1979, ISBN 978-3-87885-039-7
- Der gerechte Krieg im Islam, in: Reiner Steinweg (Hrsg.): Der gerechte Krieg. Christentum, Islam, Marxismus, Edition Suhrkamp Band. 17, Frankfurt am Main 1980, ISBN 3-518-11017-9
- Rüstung und Krieg. Zur Vermittlung von Friedensforschung (Hrsg.), Schriftenreihe der Arbeitsgemeinschaft für Friedens- und Konfliktforschung, Bd. 8, Haag + Herchen, Frankfurt am Main 1983, ISBN 978-3-88129-652-6
- Wider den Krieg. Große Pazifisten von Immanuel Kant bis Heinrich Böll (mit Dieter Riesenberger), Beck’sche Reihe, Nr. 322, C.H. Beck, München 1988, ISBN 3-406-31885-1
- Friedenspädagogik, in: Frieden. Ein Handwörterbuch, VS Verlag für Sozialwissenschaften, Wiesbaden 1988, ISBN 978-3-322-85630-2
- Wegzeichen. Initiativen gegen Rechtsextremismus und Ausländerfeindlichkeit (mit Adelheid Schmitz), Verein für Friedenspädagogik, Tübingen 1992, ISBN 3-922833-74-8
- Was hat Friedenspädagogik mit sozialer Arbeit zu tun? In: Blätter der Wohlfahrtspflege. Heft 7–8. 131. Jahrgang. Stuttgart 1984, S. 162–165. PDF